# Stenderup Sogn (Vejen Kommune)
Stenderup Sogn (bis 1. Oktober 2010: Stenderup Kirkedistrikt  (dt.: Kirchenbezirk) im Føvling Sogn) ist eine Kirchspielsgemeinde (dän.: Sogn)  im südlichen Dänemark. Bis zum 1. Oktober 2010 war sie lediglich ein Kirchenbezirk im Føvling Sogn. Als zu diesem Termin sämtliche Kirchenbezirke Dänemarks aufgelöst wurden, wurde sie ein selbständiges Sogn.
Im Kirchspiel leben 325 Einwohner (Stand: 1. Januar 2023). Im Kirchspiel liegt die Kirche „Stenderup Kirke“.

## Geschichte
Bis 1970 gehörte Føvling Sogn zur Harde Malt Herred im damaligen Ribe Amt, danach zur Holsted Kommune im
erweiterten
Ribe Amt, die im Zuge der  Kommunalreform zum 1. Januar 2007 in der
Vejen Kommune in der Region Syddanmark aufgegangen ist.